# Rue Ladoucette (Metz)
Pour les articles homonymes, voir rue Ladoucette.
La rue Ladoucette est une rue commerçante du centre-ville de Metz dans la région Grand Est, dans le département de la Moselle.

## Situation et accès
La rue est située dans Metz-Centre, elle débute rue Serpenoise pour finir rue Taison.

## Origine du nom
Elle porte le nom de l'ancien député Charles-François de Ladoucette.

## Historique
Autrefois, la rue portait le nom de la maison d'une enseigne (plat d'étain) avant de prendre son nom actuel en 1870.

## Bâtiments remarquables et lieux de mémoire
- L'immeuble au 20 rue Ladoucette date de la seconde moitié du XVIe siècle[2]. La façade et la toiture donnant sur la rue sont inscrites par arrêté du 9 mai 1947 aux monuments historiques[3].

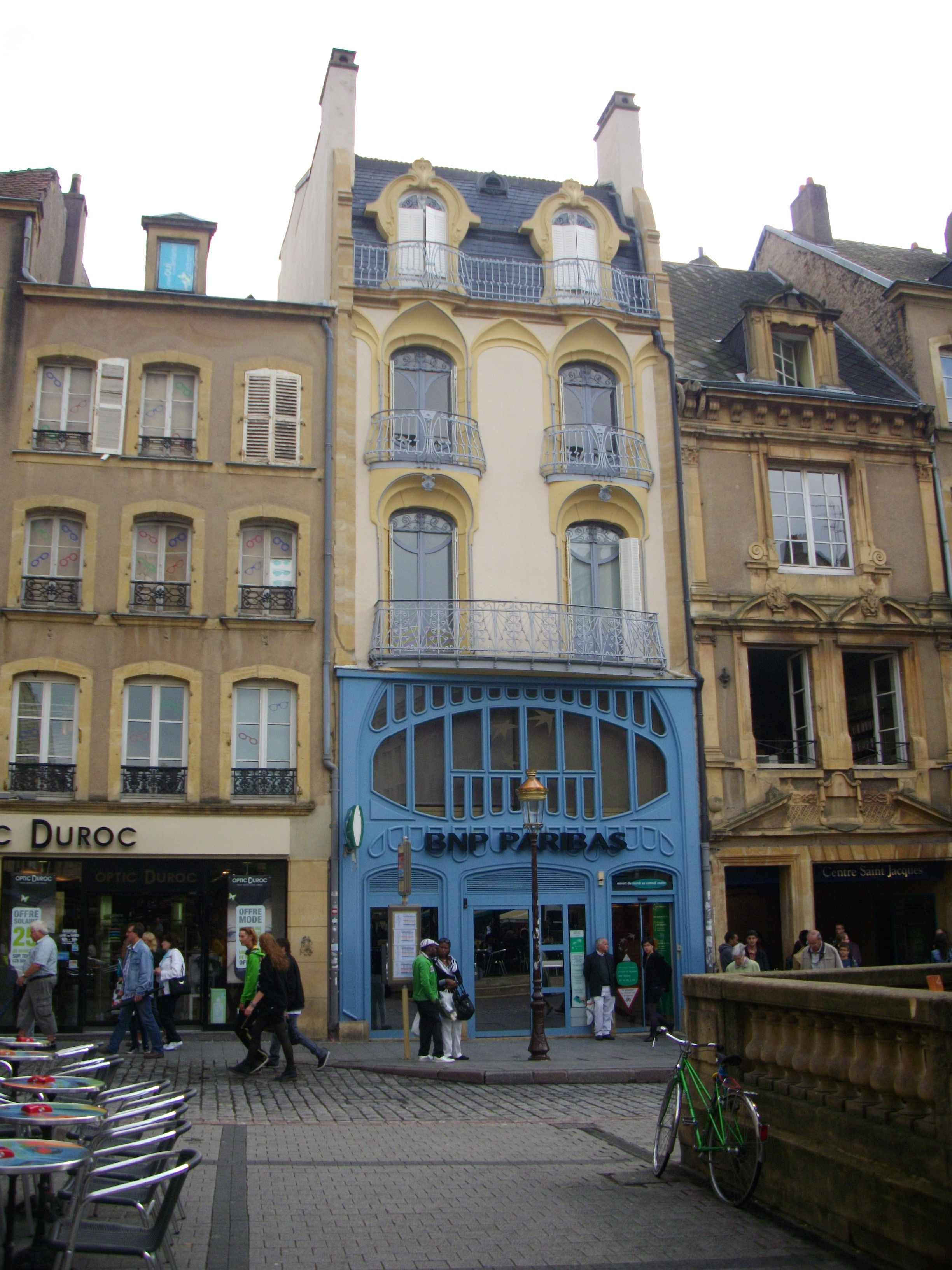
18, rue de Ladoucette.
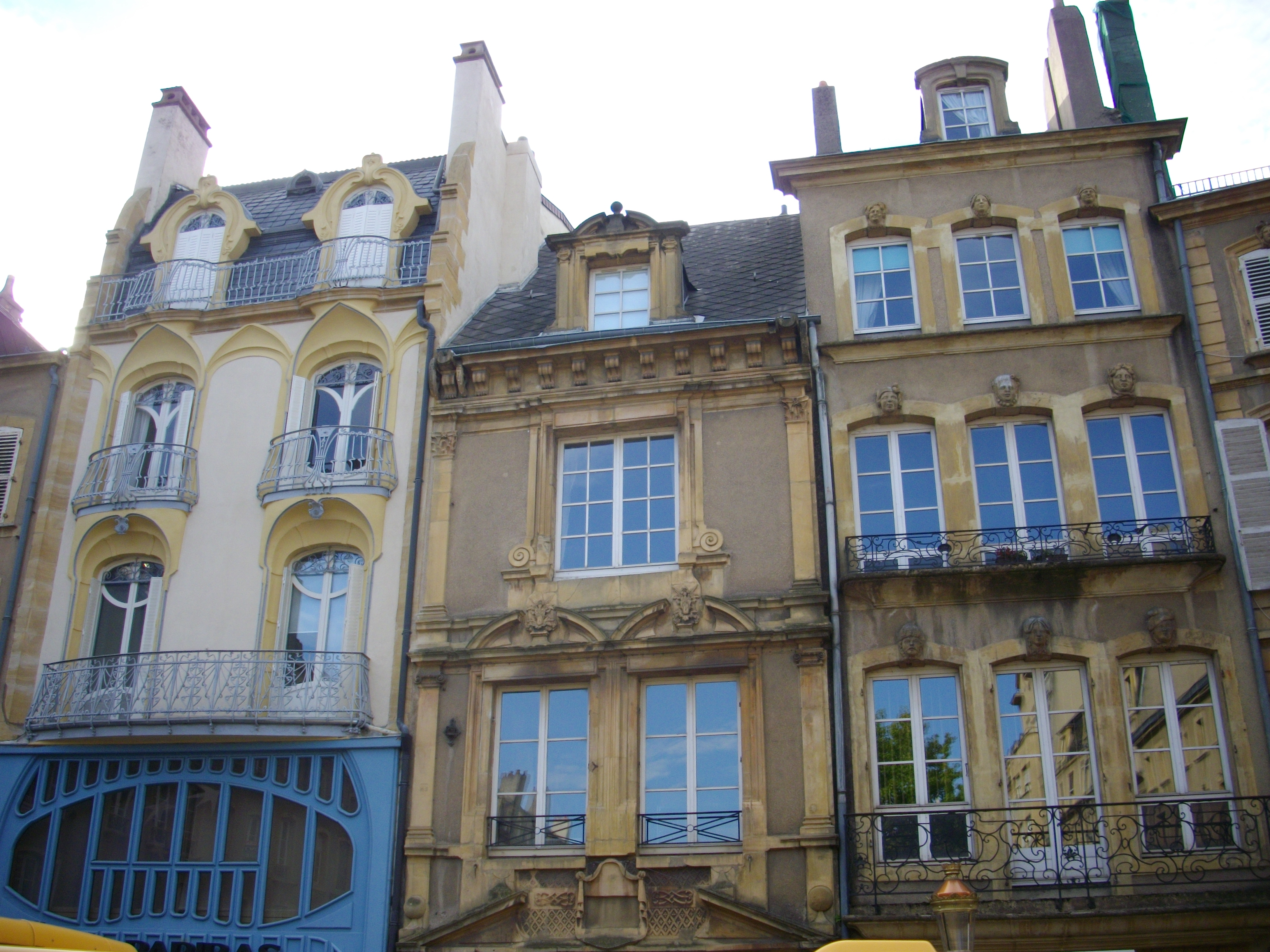
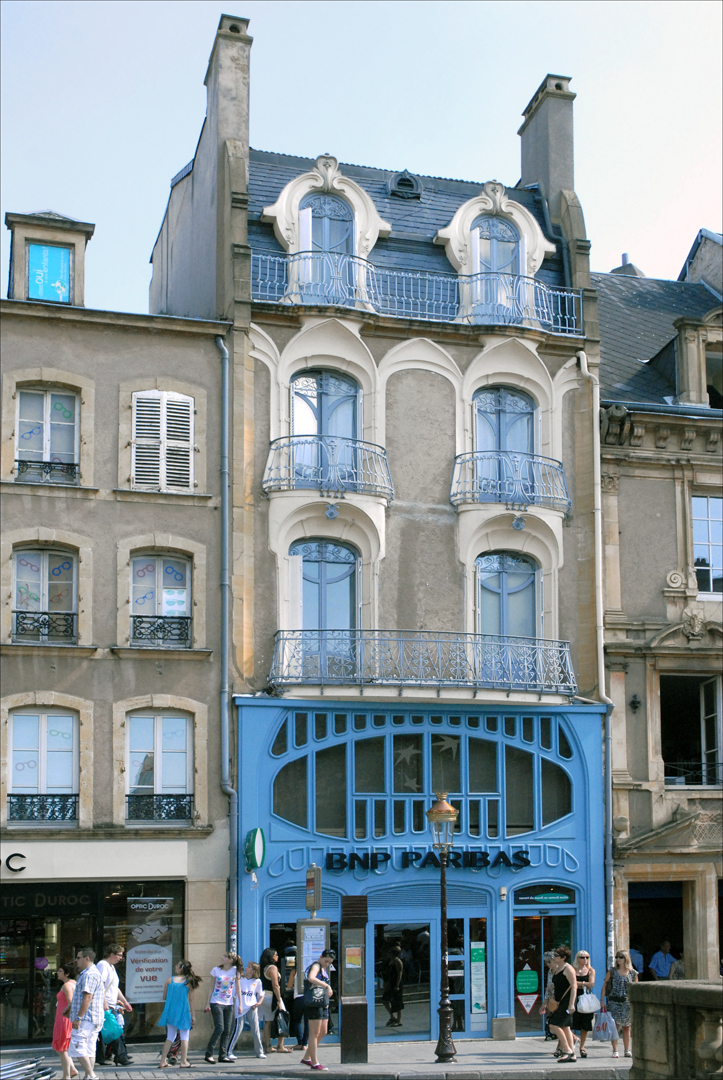